# Cinc races sota una unió
|  | Per a altres significats, vegeu «cinc races sota una unió (Manxukuo)». |

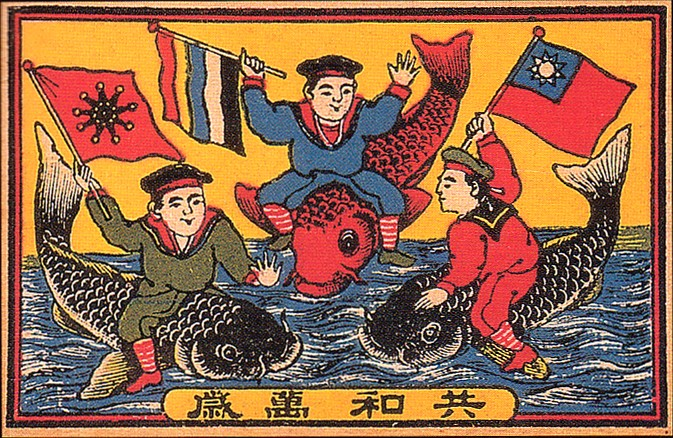
Imatge de les tres banderes de la República de la Xina: la de l'exèrcit (esquerra), la de les "cinc races sota una unió" (centre) i la bandera de Sun Yat-sen i la bandera nacional des de 1928 (dreta).

Cinc races sota una unió (en xinès tradicional: 五族共和, pinyin: Ywǔzú gōnghé, «cinc races o cinc grups ètnics junts en harmonia») va ser un dels grans principis en el qual es va fundar originalment la República de la Xina. Aquest principi emfatitzava l'harmonia dels cinc principals grups ètnics en la Xina representats per les franges de colors en la Bandera de la República de Cinc Colors: els han (roig), els manxús (groc), els mongols (blau), els hui (blanc) i els tibetans (negre). Als hui en aquest context es referia principalment al grup dels uigurs, ja que el "Territori Hui" abastava el Turquestan xinès durant la dinastia Qing. El significat del terme "ètnia hui" gradualment va passar al seu context actual, durant el període entre 1911 i 1949 de la República de la Xina. La bandera de les "cinc races sota una unió" va deixar d'usar-se en 1928 quan el govern nacionalista del Kuomintang situat a Nanquín va desmantellar al govern de Beiyang situat a Pequín, posterior a l'Expedició del Nord.
Variacions de la bandera van ser adoptades a l'Imperi de Yuan Shikai i en l'estat titella japonès de Manxukuo. A Manxukuo, es va usar un eslògan similar (Cinc races sota una unió), però les cinc races van ser canviades per japonesos (roig), han (blau), mongols (blanc), coreans (negre) i manxús (groc).

## Galeria

Insígnia militar basada en la bandera
Emblema de la força aèria
Bandera nacional (1912-1928)
Bandera nacional de l'Imperi de la Xina (1916)
Bandera nacional de l'Imperi de la Xina (1916)
Bandera nacional de Manxukuo (1932-1945)